# Osiedle Żeromskiego (Jelenia Góra)
Osiedle Żeromskiego – osiedle w Jeleniej Górze to nowa część dzielnicy Sobieszów położona na wschód od ulicy Świerkowej. Przeważa tu zabudowa mieszkalna jednorodzinna. Osiedle obejmuje ulice: Osiedle Stefana Żeromskiego, Świerkową, Liczyrzepy, Akacjową, Topolową, Brzozową, Miłą, Sportową, Kornela Makuszyńskiego i Janusza Kusocińskiego oraz wschodnie odcinki ulic: Łazienkowskiej,  Edwarda Dembowskiego i Kamiennogórskiej.